# Príncipe de Asturias (R11)
Príncipe de Asturias (R-11) var den spanska flottans flaggskepp och var mellan åren 1988 och 2010 Spaniens enda hangarfartyg. 2010 fick flottan sitt andra. Fartyget togs ur tjänst den 6 februari 2013.